# NGC 4556
NGC 4556 је елиптична галаксија у сазвежђу Береникина коса која се налази на NGC листи објеката дубоког неба.
Деклинација објекта је + 26° 54' 33" а ректасцензија 12h 35m 45,6s. Привидна величина (магнитуда) објекта NGC 4556 износи 13,2 а фотографска магнитуда 14,2. NGC 4556 је још познат и под ознакама UGC 7765, MCG 5-30-27, CGCG 159-22, PGC 41980.